# Roques de les Canals del Grau
Les Roques de les Canals del Grau és una formació rocosa allargassada que assoleix els 1.480,4 metres d'altitud del terme municipal d'Abella de la Conca, a la comarca del Pallars Jussà, en territori del poble de Bóixols.
Es troba al sud-est de Bóixols, al davant seu a l'altre costat de la vall del riu de Pujals. És a llevant de la Roca Alta, al sud-est de l'Obac del Pi Gros i als peus, a ponent, de lo Picalt.

## Etimologia
Es tracta d'un topònim romànic descriptiu; aquestes roques són a prop de les canals del Grau.